# Bégadan
Bégadan is een gemeente in het Franse departement Gironde (regio Nouvelle-Aquitaine). De plaats maakt deel uit van het arrondissement Lesparre-Médoc. Bégadan telde op 1 januari 2022 897 inwoners.

## Geografie
De oppervlakte van Bégadan bedroeg op 1 januari 2022 22,15 vierkante kilometer; de bevolkingsdichtheid was toen 40,5 inwoners per km².

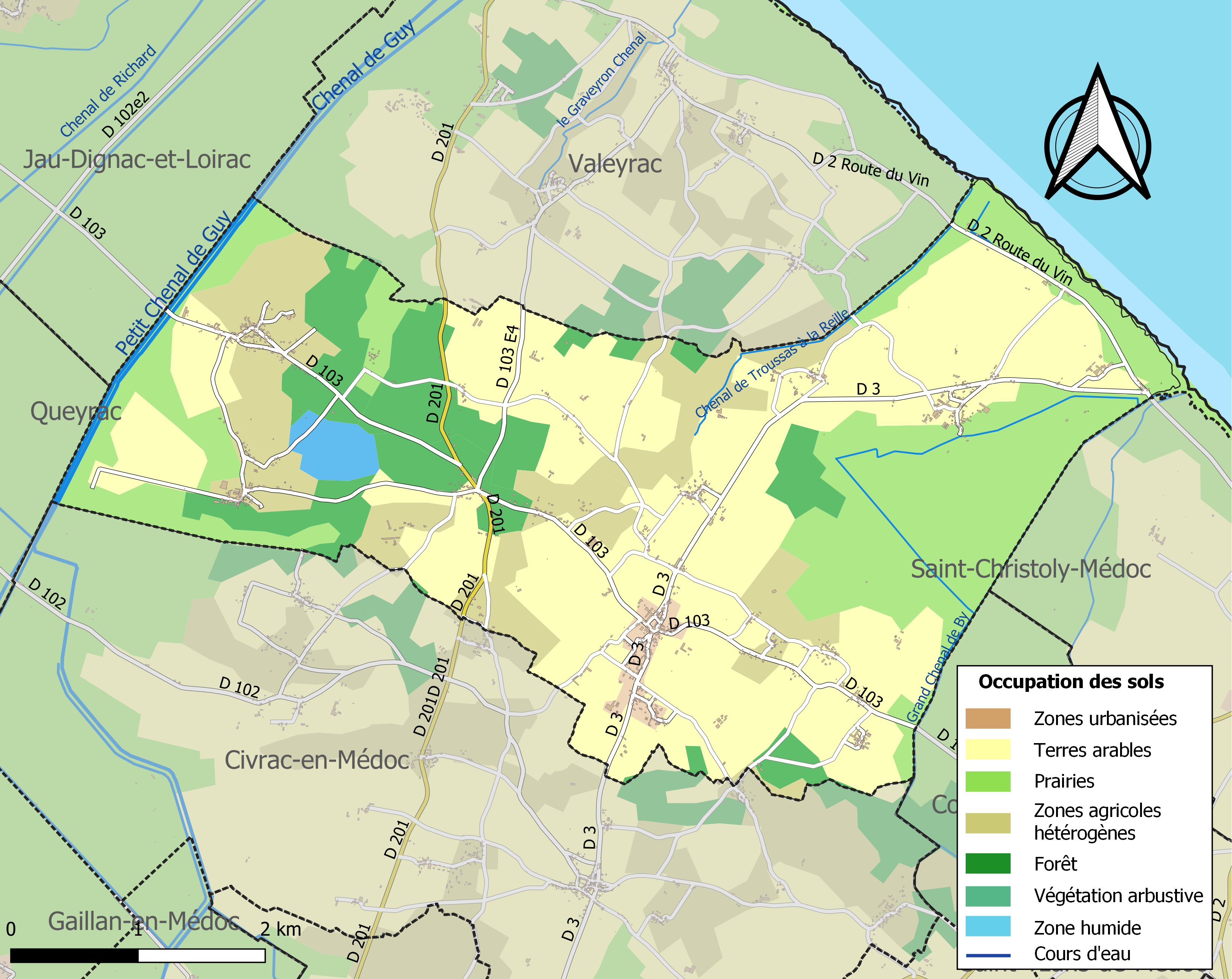
Kaart van de gemeente met belangrijkste infrastructuur, bodemgebruik en omliggende gemeenten

## Demografie
Onderstaande figuur toont het verloop van het inwonertal (bron: INSEE-tellingen).